# ローランド・JDシリーズ
JDシリーズは、ローランドが生産、販売しているデジタルシンセサイザー。一旦シリーズ終了となったが2015年JD-XA、JD-Xiの発売により復活した。JD-800、990はPCM音源を搭載したデジタルシンセサイザーであり、アナログシンセサイザーのノウハウを応用した音作りが可能な点をセールスポイントにしていた。多彩かつ強力なエフェクター、フィルター類を搭載していることも特徴。シリーズコンセプトは“デジタル技術でアナログ・シンセの良さを引き出す”である。

## シリーズ一覧

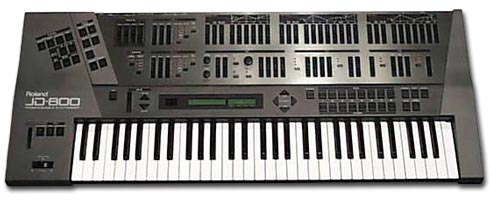
Roland JD-800

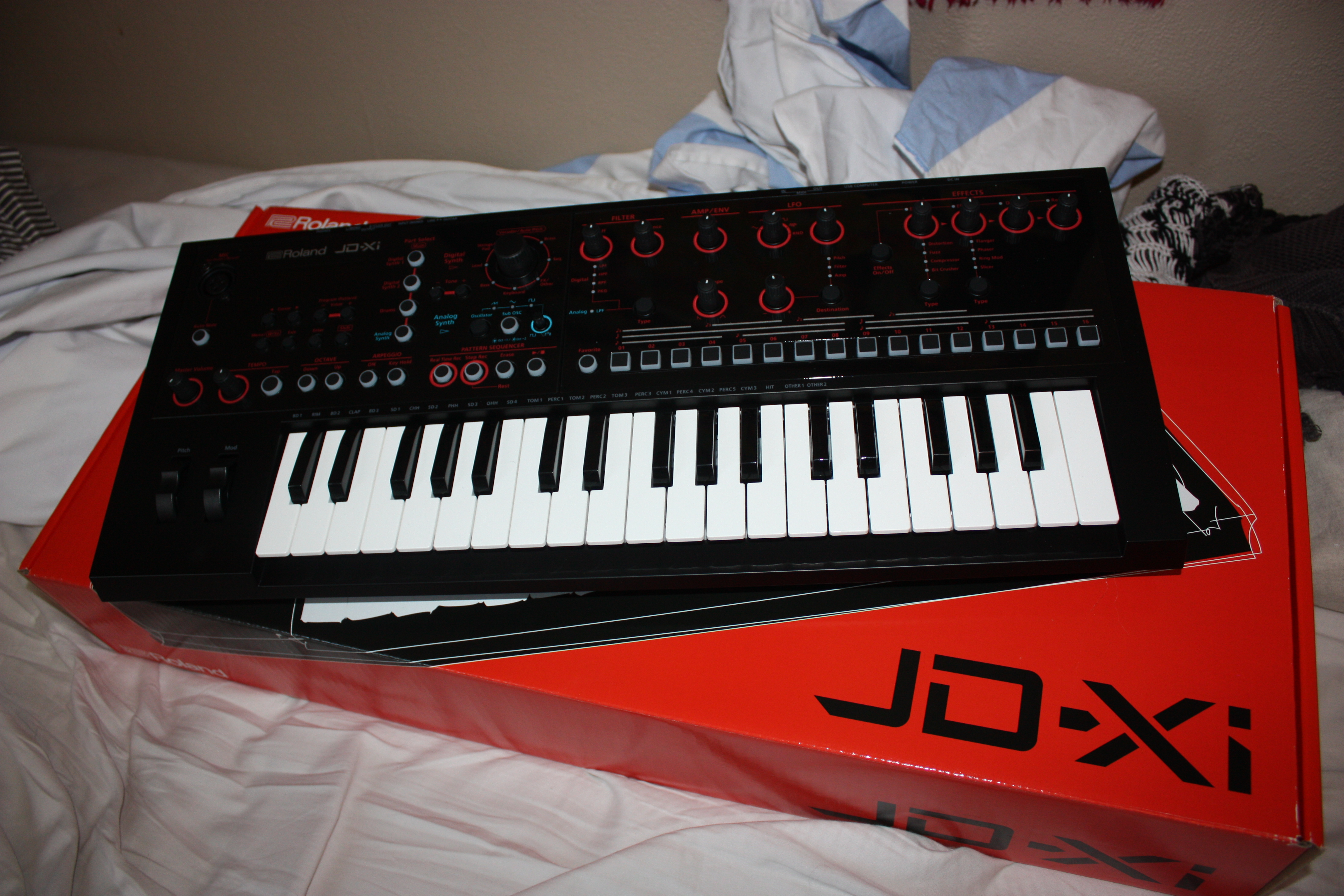
Roland JD-Xi

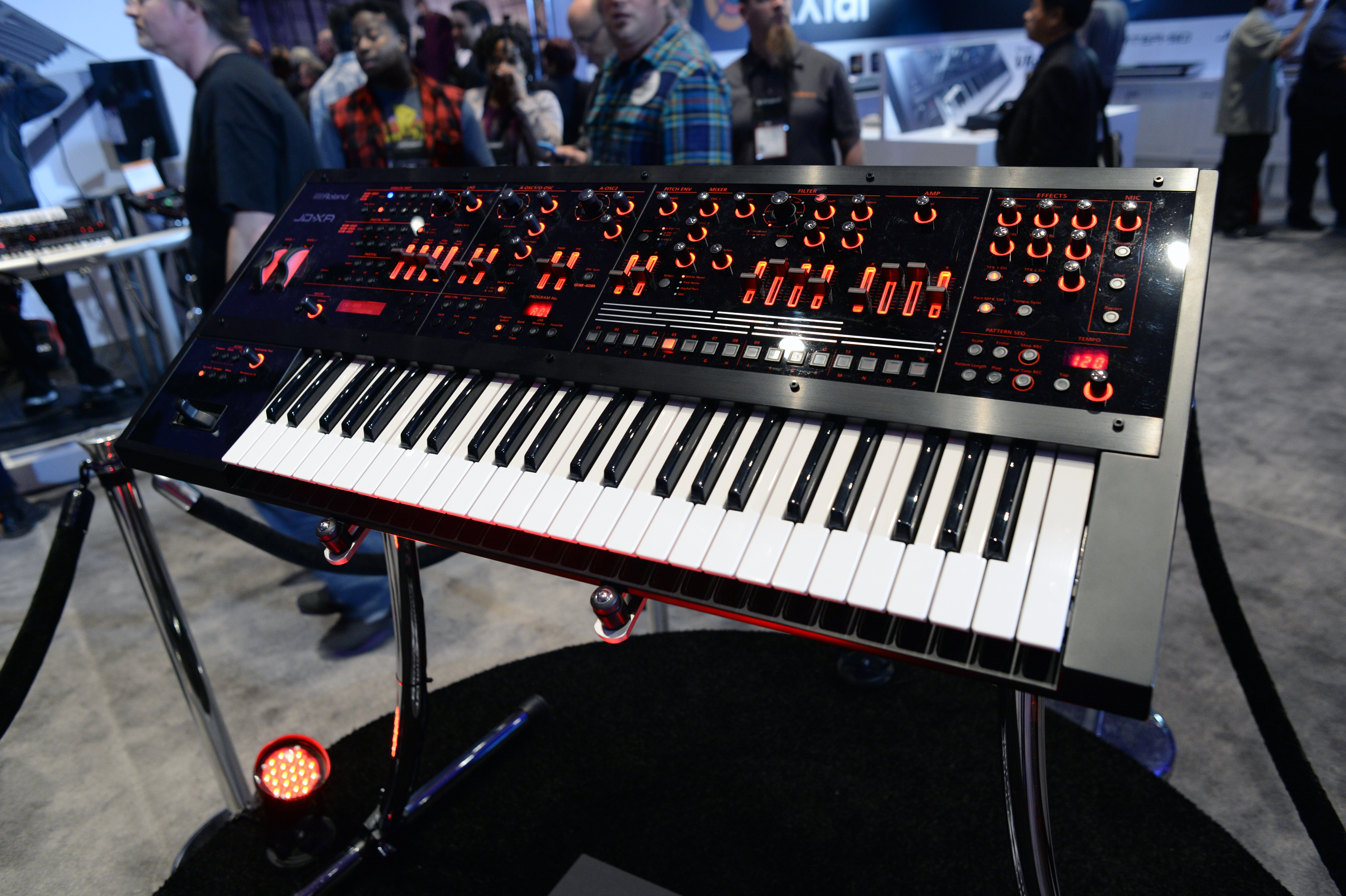
Roland JD-XA

JD-800
この機種はデジタルシンセサイザーとして1991年に発売され、1996年まで製造された。当時の価格は300,000円(税別)。パネルに並んだ多数のノブやスライダーが印象的なシンセサイザー。アナログシンセサイザーと同じ感覚で音作りができるということで、人気を呼んだ。マニュアルにはJD-800でのローランドの意図として「return to the roots of synthesis（シンセサイザーのルーツへ戻る）」ことであると述べている。
108種類の波形が内蔵されており、アナログシンセ、アコースティック楽器、ギター木管楽器、真鍮楽器などの他PCMカードにて拡張可能。小室哲哉や浅倉大介はプリセットの53番のピアノの音をレコーディングで好んで用いていた他、1994年のTM NETWORKのライブ「TMN 4001 DAYS GROOVE」でもメインシンセとして多用していた。また、平沢進もP-MODELの活動再開期(解凍期)に本機を導入し、モジュレーションのかかったパッド系の音色を愛用していた。
この機種はカリフォルニア州カルバーシティにあるローランドのR&D-LA officeの一時的な支店の下で作られた最初の楽器で、コアとなるサンプル波形、工場プリセットはエリック・パーシングによって作成されている。
- 鍵盤: 61鍵(ベロシティ・アフタータッチ、おもり付き)
- 音源方式: PCM方式(16ビット、44.1kHz、非圧縮)
- 内蔵波形数: 108種類（1MBの拡張可）
- 最大同時発音数: 24音
- パート数: 6(シンセ=5、スペシャル=1)
- エフェクト:

- シングル・モード: 3バンドEQ、ディストーション、フェイザー、スペクトラム、エンハンサー、コーラス、ディレイ、リバーブ、ミックス・アウト・フィルター
- マルチ・モード: 3バンドEQ、リバーブ、コーラス+リバーブ、ディレイ+リバーブ、ミックス・アウト・フィルター

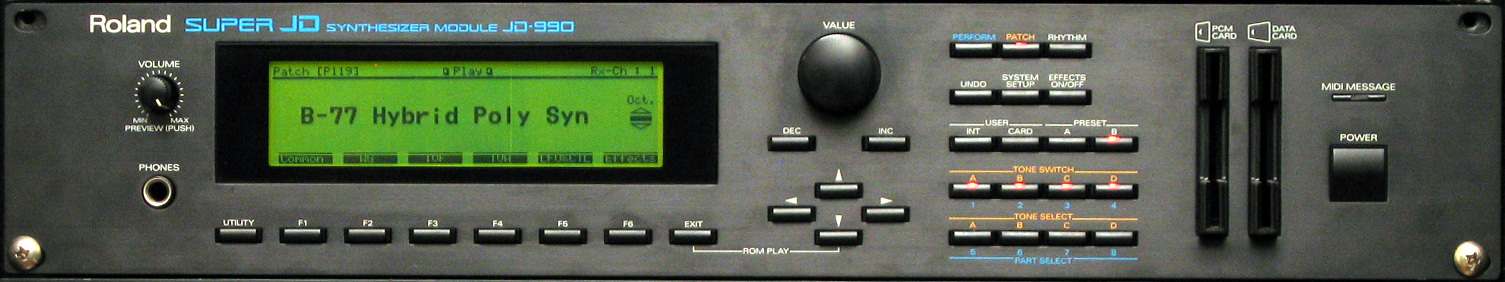
Roland JD-990

JD-990
1993年発売。当時の価格は200,000円(税別)。大まかには上述のJD-800の音源モジュール版といえるが、いくつかの機能が追加・強化されている(後述)。本機は筐体がラック・マウント型であるにもかかわらず、音作りを容易にするために、当時の他のラック・マウント型シンセのディスプレイに比べ大型でかつドットマトリクス・タイプのものが採用された。これにより、当時の従来機に比べ1画面内に表示される情報量が増えたため、各パラメータの主従関係の把握が容易になり、また、エンベロープやLFOの波形などが名称や値だけでなく図で示されるようにもなったため、イメージをつかみやすくなった。
JD-990がJD-800から機能追加・強化された点は以下のとおりである。
- 内蔵ウェーブROMの容量を4MB(108種類)から6MB(195種類)に増量。追加された内容は、同社JV-80のウェーブの大部分である。
- JVシリーズのSR-JV80シリーズのエキスパンジョン・ボードを利用可能に。搭載枚数は1枚。

- このボードに収録されているウェーブフォームは、順方向のものはJD-990上で正しく発音されるが、リバース(逆再生)型のもの(マニュアルのリストに"REV"と書かれているもの)はJD-990上では順方向に強制されて発音される。このため、リバース型を用いたパッチはJVで鳴らすのとはかなり印象が異なって聞こえる。
- ボードに収録されているパッチには、「JV-80/JV-880/JV-90/JV-1000」向けの物と「JV-1010/JV-1080/JV-2080/XPシリーズ」向けの物と「JD-990専用」の物との3種類がある。

- 「JV-80/JV-880/JV-90/JV-1000」向けのパッチは、JD-990のパラメータに存在するものがあればそれ向けに置換されるが、JD-990に存在しないパラメータについては無視される。無視の例は、TVFのフィルターモードがBYPASS(OFF)に設定されている物や、リバース型のウェーブフォームを使った物である。このため、これらを用いたパッチはJD-990で鳴らすとかなり印象が異なって聞こえる。
- 「JV-1010/JV-1080/JV-2080/XPシリーズ」向けのパッチは、JD-990で利用することはできない。
- 「JD-990専用」のパッチが収録されているボードは、"Vintage Synth"(SR−JV80-04)のみである。

- 同社JV-80のパッチの一部をプリセットに追加。
- それぞれのトーンごとにパンポットの指定が可能に。
- マトリックス・モジュレーションが可能に。
- LFOの波形に、サイン波・台形波・カオス波の3つを追加。
- オシレータ・シンク機能を追加。
- FXM(Frequency Cross Modulation)機能を追加。
- アナログ・フィール機能を追加。
- ストラクチャー(各トーン同士の接続順)の種類を6タイプに増加(JD-800は1タイプのみ)。なお、このタイプの中には、リング・モジュレーション機能や-24dBフィルター機能がある。
- ポリフォニックでのポルタメントが可能に。
- グループAのそれぞれのエフェクト(ディストーション、フェイザー、スペクトラム、エンハンサー)の入出力がステレオ仕様に。
- エフェクトのディレイはMIDIクロックを用いた同期が可能に。
- パフォーマンス・モードにおいて、パッチ・モードと同じエフェクトで演奏することが可能に。ただしこれは1パートのみ(スーパー・シンセ・パートと呼称)が可能で、このパートのみパッチモードのグループAの設定をそのまま利用することができる。残りのパートについては、おのおののパッチのグループAのエフェクトは掛けることはできず、無視される。なおグループBについては、全てのパートにおいて設定が共通であるものの利用可能である。
- パフォーマンス・モードのパート数の増加(シンセ7(内スーパー・シンセ1)、リズム1)。
- 音声出力端子を合計8つに増加(Mixアウト(LR)、Directアウト(LR)×3)。

JD-XA・JD-Xi
2015年に約22年ぶりの新機種であるJD-XA、JD-Xiを発表、発売。これはローランドとしては約30年ぶりにアナログ回路を搭載したアナログ・シンセサイザーであると同時にローランド最新鋭のデジタル音源であるSuperNATURAL音源も搭載したデジタルシンセでもある。これをローランドは"クロスオーバー"と表現している。
旧JDシリーズはアナログ的ではあったがあくまでデジタル音源を搭載したデジタルシンセであったのに対しXA、Xiはともにデジタル音源とアナログ音源の両方を搭載したデジアナハイブリッドシンセである。しかしながらコンセプト面でJD的ということでJDシリーズにしたと開発陣は述べている。
またXA、Xiは上位・下位といった関係ではなく設計やターゲットまで2つは全く別物であるとも説明している。
JD-Xi
128音ポリフォニックのデジタルシンセサイザー(2パート)に、モノフォニックアナログシンセサイザーパートとドラム音源パートを搭載した4パートマルチティンバーキーボードでミニ鍵盤を採用する。1～4小節分のステップシーケンサーが4パートの自動演奏を行い、短いループを再生する。パートの抜き差しを行うことで、簡単な曲の雛形を作ることができるというコンセプトである。プリセット音色の傾向はダンス系に偏っているが、ブラスやストリングス等、他のキーボードの補助になる汎用的なプリセット音色も少数ながら搭載されている。
小さな液晶画面で細かな音色エディットはできるが、それよりもパネルに並べられた少数のツマミを動かすことで制限された音作りを簡単に行うことを想定した作りである。デジタルパートはJupiter-80やIntegra-7と共通したSuperNatural Synthのサブセットであり、PCM波形の種類は1/3ほどに制限されている。アナログパートは1VCOのシンプルなもので、オシレータシンク等の機能はない。2015年秋には限定カラーとして白筐体と赤筐体が用意された。
JD-XA
64音ポリフォニックのデジタルシンセサイザー(4パート）とモノフォニックアナログシンセサイザー4パートを搭載する上位機種。アナログシンセサイザーパートは4ボイスを束ねて4音ポリフォニックシンセサイザーとして演奏することもできる。デジタル部分はフルセットのSuperNatural Synthを採用している。アナログ部分は2VCO, 3ENV, 2LFOの本格的なもので、ローパスフィルターセクションにはローランド伝統のVCF回路に加え、モーグタイプのラダーフィルター、及び過激な音が得られる新設計のフィルターの系統が用意されている。デジタルパートの出力をアナログフィルターに通す機能もある。
最大8パートのステップシーケンサーを搭載する。音色のレイヤーやマルチパートのシーケンスを組み合わせ、複雑な音色や演奏が可能である。2016年9月に価格改定され、大幅に価格が引き下げられた。

## 派生機器
- ローランド・MC-303

ツマミでパラメーターをリアルタイムに動かせる機器をリリースするにあたり、JDシリーズのフィルターを流用している。
- ローランド・JD-08

同社が展開するサウンドモジュール・Boutiqueシリーズの一部。JD-800をコンパクトにしたような見た目と、オリジナルと遜色ない音色が特徴である。